# Gender Trouble
Gender Trouble: Feminism and the Subversion of Identity ou Problemas de Gênero: Feminismo e Subversão da Identidade, no Brasil e em Portugal, é um livro de teoria feminista de 1990 da filósofa estadunidense Judith Butler. Esta obra teve grande impacto nos estudos e nos movimentos feministas e LGBTQIA+ e se tornou popular fora dos círculos acadêmicos tradicionais. As ideias de Butler sobre gênero passaram a ser vistas como fundamentais para esses ramos de estudo, inclusive sendo considerado o livro que fundou a teoria queer.

## Conteúdo
Gender Trouble é centrado em uma teoria crítica que questionava a hipótese básica principal das teorias feministas da época: a de que existe uma identidade pré-definida de mulher e essa identidade é o sujeito principal do feminismo. Butler provocou os conceitos de gênero em perguntas como: o que é ser homem e o que é ser mulher?; o que faz um homem ser homem e o que faz de uma mulher uma mulher?. Ela também desmonta a distinção entre gênero/sexo na qual as teorias vigentes se baseavam, onde o gênero era visto como construção social, mas o sexo como um dado naturalmente adquirido, para desmontar a naturalização do feminino como algo frágil ou submisso. Butler argumentou que não é a biologia, mas a cultura determina a identidade de um sujeito, de maneira que o sexo não determina o gênero de uma pessoa mas sim a sociedade quando atribui uma relação entre um e outro.
Gênero portanto é trabalhado por Butler ao longo do livro sob o conceito de performatividade, que relaciona a maneira como experienciamos gênero semelhante a uma performance.
A obra dialoga com a filosofia feminista de Simone de Beauvoir, Monique Wittig e Luce Irigaray, além de Friedrich Nietzsche, Jaques Derrida e Michel Foucault.

## História de publicação
Gender Trouble foi publicado pela primeira vez nos Estados Unidos pela Routledge em 1990, tendo segunda edição no mesmo ano, e reedição em 2006 pela Routledge Classics.
No Brasil, ele foi o primeiro livro de Butler publicado no país, em 2003 pela editora Civilização Brasileira. Sua publicação foi iniciativa do psicanalista Joel Birman, coordenador da coleção “Sujeito e História” em que o livro foi editado, impulsionando um significativo diálogo com a teoria psicanalítica.
Em Portugal, foi publicado pela primeira vez em 2017 pela editora Orfeu Negro.

## Recepção
Gender Trouble foi objeto de recensão por Shane Phelan na revista Journal of Women, Politics & Policy. O trabalho gozou de ampla popularidade fora dos círculos académicos tradicionais, inspirando até um fanzine intelectual, Judy!  Judith Butler, no prefácio à segunda edição do livro, escreve que ficou surpreendida com a audiência do seu livro e com o prestígio que ganhou como texto fundador da teoria queer. Anthony Elliott escreve que, com a publicação de Gender Trouble, Butler colocou-se na vanguarda do feminismo, dos estudos femininos, dos estudos lésbicos e gays e da teoria queer. De acordo com Elliott, a ideia central exposta em Gender Trouble, de que o "género é uma espécie de performance improvisada, uma forma de teatralidade que constitui um sentido de identidade", passou a ser vista como "fundacional para o projeto da teoria queer e para o avanço das práticas sexuais dissidentes durante os anos 1990." 
Em 23 de novembro de 2018, o dramaturgo Jordan Tannahill leu Gender Trouble na íntegra no exterior do Parlamento Húngaro, em protesto contra a decisão do primeiro-ministro húngaro, Viktor Orbán, de revogar o credenciamento e o financiamento de programas de estudos de género no país.

## Crítica
Veja a página de Judith Butler para as críticas a Gender Trouble de Susan Bordo (gênero como linguagem; evasão do corpo); Martha Nussbaum (elitismo; agência pré-cultural; justiça social); Nancy Fraser (idioma de auto-distanciamento); Alice Schwarzer (jogos intelectuais).